# Makeba (cratère)
Pour les articles homonymes, voir Makeba.
Masuka est un cratère d'impact à la surface de Mercure. 
Le cratère a ainsi été nommé par l'Union astronomique internationale le 13 août 2024 en hommage à l'autrice-compositrice-interprète sud-africaine Miriam Makeba (1932-2008),. 
Son diamètre est de 26 km. Il se situe dans le Quadrangle de Kuiper (quadrangle H-6) de Mercure.